# Sumène Artense communauté
Sumène Artense communauté est une communauté de communes française, située dans le département du Cantal et la région Auvergne-Rhône-Alpes.

## Historique
Elle est créée le 30 décembre 1999.
Le 31 décembre 2015, les communes de Beaulieu et Lanobre rejoignent la communauté de communes.

## Territoire communautaire

### Géographie

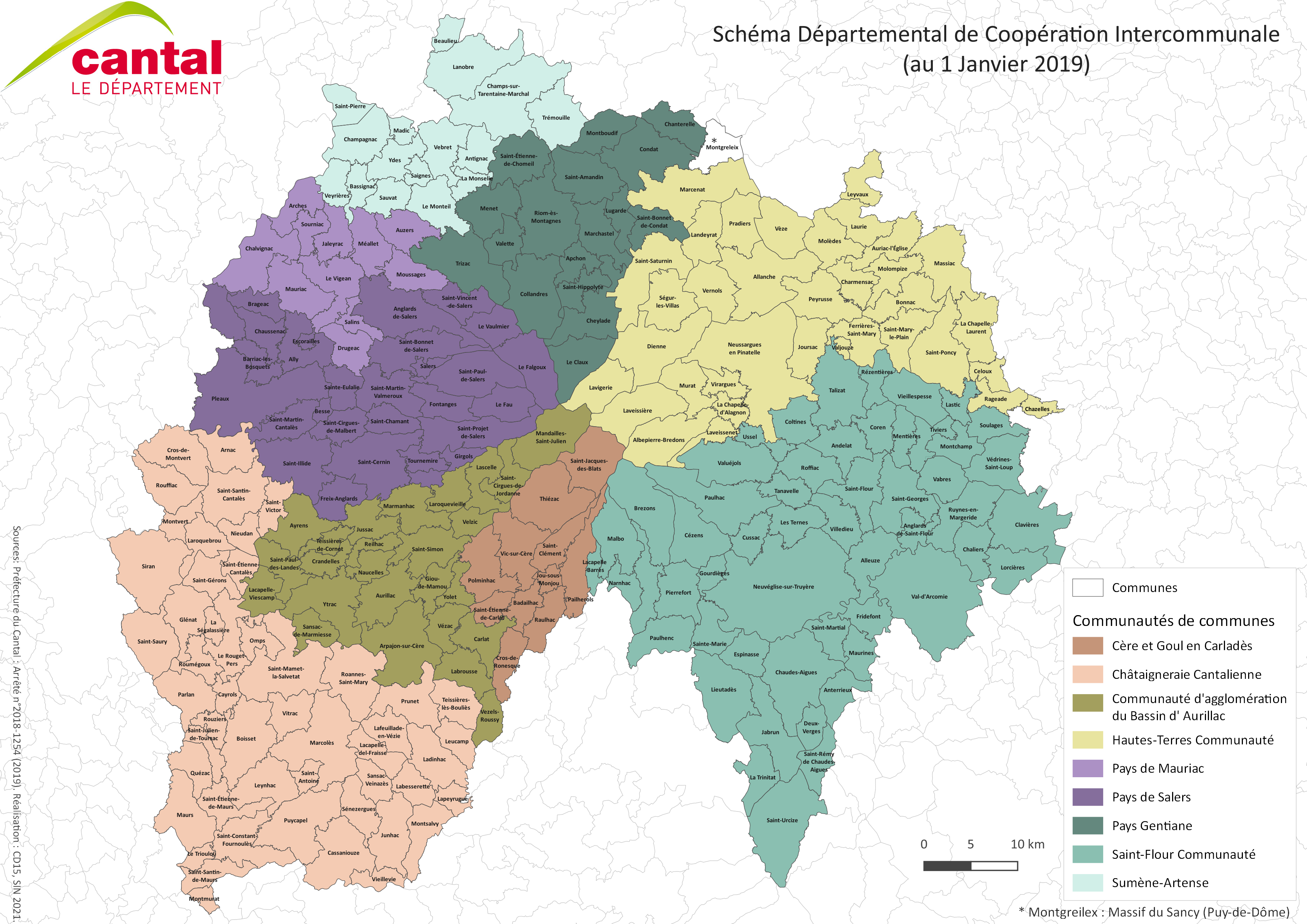
Carte intercommunale du [https://www.cantal.fr/cartotheque-admin/ Cantal

Son territoire situé dans le nord du Cantal est limitrophe avec les départements de la Corrèze et du Puy-de-Dôme. Elle tire son nom du fait que la majorité des communes qui la composent sont situées en région  Artense et autour du bassin versant de la rivière Sumène.
Elle est limitrophe de la communauté de communes du Pays de Mauriac  et de la communauté de communes du Pays Gentiane.

### Composition
La communauté de communes est composée des 16 communes suivantes :
| Nom                                   | Code Insee | Gentilé       | Superficie (km2) | Population (dernière pop. légale) | Densité (hab./km2) |
| ------------------------------------- | ---------- | ------------- | ---------------- | --------------------------------- | ------------------ |
| Champs-sur-Tarentaine-Marchal (siège) | 15038      | Champsois     | 60,32            | 1 028 (2022)                      | 17                 |
| Antignac                              | 15008      | Antignacais   | 16,02            | 282 (2022)                        | 18                 |
| Bassignac                             | 15019      | Bassignacois  | 11,95            | 222 (2022)                        | 19                 |
| Beaulieu                              | 15020      |               | 7,64             | 84 (2022)                         | 11                 |
| Champagnac                            | 15037      | Champagnaçais | 28,01            | 1 023 (2022)                      | 37                 |
| Lanobre                               | 15092      | Lanobréens    | 40,99            | 1 350 (2022)                      | 33                 |
| Madic                                 | 15111      | Madicois      | 6,63             | 204 (2022)                        | 31                 |
| La Monselie                           | 15128      |               | 9,49             | 119 (2022)                        | 13                 |
| Le Monteil                            | 15131      | Montellois    | 23,47            | 269 (2022)                        | 11                 |
| Saignes                               | 15169      | Saignois      | 6,81             | 821 (2022)                        | 121                |
| Saint-Pierre                          | 15206      |               | 14,27            | 146 (2022)                        | 10                 |
| Sauvat                                | 15223      |               | 14,48            | 217 (2022)                        | 15                 |
| Trémouille                            | 15240      | Trémouillais  | 29,09            | 169 (2022)                        | 5,8                |
| Vebret                                | 15250      |               | 24,43            | 514 (2022)                        | 21                 |
| Veyrières                             | 15254      | Veyrièrois    | 13,67            | 120 (2022)                        | 8,8                |
| Ydes                                  | 15265      | Ydois         | 17,36            | 1 633 (2022)                      | 94                 |

### Démographie
| 1968   | 1975  | 1982  | 1990  | 1999  | 2010  | 2015  | 2021  |
| ------ | ----- | ----- | ----- | ----- | ----- | ----- | ----- |
| 10 529 | 9 843 | 9 663 | 9 492 | 9 023 | 8 639 | 8 520 | 8 226 |

## Administration

### Siège
Son siège est situé à Champs-sur-Tarentaine-Marchal.

### Les élus
À la suite des élections municipales et communautaires de mars 2020, le conseil communautaire de Sumène Artense communauté se compose de 34 conseillers représentant chacune des communes membres et élus pour une durée de six ans.
Ils sont répartis comme suit :
| Nombre de conseillers | Communes                                  |
| --------------------- | ----------------------------------------- |
| 6                     | Ydes                                      |
| 5                     | Lanobre                                   |
| 4                     | Champagnac, Champs-sur-Tarentaine-Marchal |
| 3                     | Saignes                                   |
| 2                     | Vebret                                    |
| 1 (+1 suppléant)      | les 10 autres communes                    |

### Présidence
| Période                                  | Période                       | Identité         | Étiquette | Qualité                                                                   |
| ---------------------------------------- | ----------------------------- | ---------------- | --------- | ------------------------------------------------------------------------- |
| Les données manquantes sont à compléter. |                               |                  |           |                                                                           |
| 2014                                     | En cours (au 17 juillet 2020) | Marc Maisonneuve | PS        | maire de Bassignac (1988 → ) conseiller régional d'Auvergne (2010 → 2015) |

### Régime fiscal et budget
Le régime fiscal de la communauté de communes est la fiscalité professionnelle unique (FPU).